# Iglesia de San Pedro Apóstol (Camarines Norte)
La Iglesia de San Pedro Apóstol (también conocida como la Parroquia de San Pedro Apóstol) es una iglesia católica ubicada en Vinzons, Camarines Norte, en las Filipinas que fue construida por los frailes franciscanos en 1611. Es la iglesia más antigua de Camarines Norte. El actual párroco Rvdo. Pdr. Augusto Jesus B. Angeles, III, nombrado en 2013.
Un pueblo llamado Tacboan fue establecido por los sacerdotes franciscanos en 1581. En 1611, el p. Juan de Losar, construyó una iglesia con el nombre de San Pedro, siendo el padre Losar el primer párroco de la iglesia.